# Fujiwara no Michitsuna no Haha
Fujiwara no Michitsuna no Haha (藤原道綱母?   ¿936?-995), también conocida como Udaishō Michitsuna no Haha (右大将道綱母?) es una poetisa japonesa que vivió a mediados de la era Heian. Su nombre aparece en las listas antológicas del Chūko Sanjūrokkasen y de las treinta y seis mujeres inmortales de la poesía.

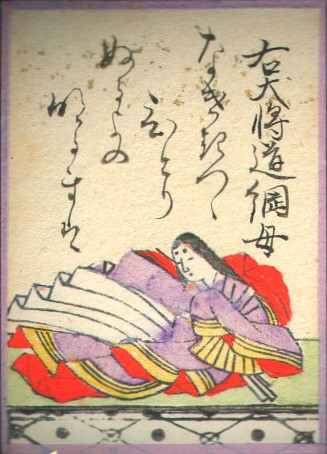
Fujiwara no Michitsuna no Haha, en el Hyakunin Isshu.

Su verdadero nombre es desconocido, y se conoce por su tecnónimo, al ser la madre de Fujiwara no Michitsuna (Haha (母?), significa madre en japonés). También se conoce que fue hija de Fujiwara no Tomoyasu, hermana mayor del poeta Fujiwara no Nagatō y tía de la escritora Sugawara no Takaesu no Musume. Contrajo matrimonio con Fujiwara no Kaneie y tuvo como único hijo a Michitsuna.
Es autora del diario personal Kagerō Nikki (蜻蛉日記?), completado alrededor de 975 y que combina la prosa con la poesía waka, relatando su relación amorosa con Kaneie. También escribió sus colecciones personales de poesía Fudainagon no Haha-dono Jōshū (傅大納言母殿上集?) y Michitsuna no Haha-shū (道綱母集?). Uno de sus poemas aparece en la antología poética Hyakunin Isshu, también 37 de sus poemas fueron incluidos en la antología imperial Shūi Wakashū.